# (100901) 1998 KZ6
(100901) 1998 KZ6 es un asteroide perteneciente al cinturón de asteroides, región del sistema solar que se encuentra entre las órbitas de Marte y Júpiter, descubierto el 22 de mayo de 1998 por el equipo del Lowell Observatory Near-Earth-Object Search desde la Estación Anderson Mesa (condado de Coconino, cerca de Flagstaff, Arizona, Estados Unidos).

## Designación y nombre
Designado provisionalmente como 1998 KZ6. 

## Características orbitales
1998 KZ6 está situado a una distancia media del Sol de 2,390 ua, pudiendo alejarse hasta 2,831 ua y acercarse hasta 1,948 ua. Su excentricidad es 0,184 y la inclinación orbital 5,009 grados. Emplea 1349,68 días en completar una órbita alrededor del Sol.

## Características físicas
La magnitud absoluta de 1998 KZ6 es 16,1. 